# Aszódi Weil Erzsébet
Aszódi Weil Erzsébet (eredeti nevén Weil Erzsébet) (Budapest, Terézváros, 1901. május 14. – Budapest, 1976. december 31.) kétszeres Munkácsy Mihály-díjas grafikusművész, festő, rézkarcoló. 

## Életpályája
Weil Miklós (1858–1936) takarékpénztári hivatalnok és Goldberg Aranka (1878–1945) gyermekeként született. Tanulmányait az Országos Magyar Képzőművészeti Főiskolán végezte, ahol előbb Deák-Ébner Lajos és Pécsi-Pilch Dezső tanítványa (1917–1920) volt, majd Olgyai Viktornál, Fényes Adolfnál és Zádor Istvánnál képezte magát. 1922 és 1925 között a Szinyei Merse Pál Társaság több ösztöndíjában részesült. Az 1920-as évek első felében festészettel foglalkozott, azonban később szinte kizárólag rézkarcokat készített. 1927-ben hosszabb tanulmányutat tett a francia fővárosban. Alakos kompozícióinak meghatározó elemei a ritkább és sűrűbb vonalhálók kombinációjával megidézett fény-árnyék hatások. Tagja volt a Magyar Rézkarcolók Egyesületének.
Több alkotása megtalálható a Magyar Nemzeti Galéria gyűjteményében és a Magyar Zsidó Múzeumban.
A Kozma utcai izraelita temetőben nyugszik (A-4-3).

## Főbb kiállításai

### Egyéni
- Ernst Múzeum (Budapest, 1926, 1930, 1932)
- Magyar Képzőművészek Szabadszervezetének kiállító helyisége. Gábor Jenővel (Budapest, 1948)
- Fészek Klub. Palotai Gyulával (Budapest, 1949)
- Derkovits-terem (Budapest, 1960)
- Dürer-terem (Gyula, 1971)
- Magyar Intézet (Szófia, 1972)

### Csoportos
a Magyar Rézkarcolók Egyesületével
- Philadelphia (1929, 1930, 1931, 1937)
- Cleveland (1931)
- Los Angeles (1932)
- Hága (1934)
- London (1937)

## Díjai, elismerései
- A Szinyei Társaság Festészeti Díja (1922)
- Zichy Mihály-grafikai díj (1929)
- Munkajutalom (1949)
- Munkácsy Mihály-díj (1953, 1961)
- Munka Érdemrend arany fokozata (1971)[4]
- Érdemes Művész (1975)[5]